# Прилуки (Минская область)
Прилуки (бел. Прылукі) — агрогородок в Минском районе Минской области Беларуси. Входит в состав Сеницкого сельсовета. Находится в 5 км на юг от Минска на берегу реки Птичь.

## История
Здесь находилась первая почтовая станция на пути из Минска в Новогрудок. В 1635 году одна из владелиц села Анна Статкевич (урождённая Огинская) с благословения киевского митрополита Петра Могилы основала здесь православный мужской монастырь, просуществовавший, впрочем, недолго. Это было двухэтажное каменное здание, которое называли «каменным домом». В 1740 году по неким загадочным обстоятельствам замок разрушился, и новые владельцы усадьбы Ивановские перестроили монастырь в замок. Это стало вотчиной князей Огинских. К этому же времени относится и появление легенды о привидении, жившем там, в конечном итоге угодившей в балладу о «зачарованном замке» известного польского поэта Антона Эдварда Одынца.
В 1815 году от Ивановских по женской линии Прилуки перешли к Франтишку Ошторпу, минскому губернскому маршалку шляхты, а после того, как тот утонул в Свислочи в 1851 году, к его зятю агроному Антону Горватту. В 1851 году Горватт и перестроил «зачарованный замок» в романтический дворец неоготического стиля, здесь был заложен парк, построена большая оранжерея, башня с часами и целый комплекс хозяйственных построек. В парке встречаются вековые липы и клёны, серебристые итальянские тополя. Была в Прилуках когда-то водяная мельница, пруд с лебедями, мраморная лестница.
С 1872 года дворец в Прилуках — одна из резиденций графа Эмерика Захарьяша Николая Северина фон Гуттен-Чапского (1828—1896), владевшего обширными землями к юго-западу от Минска (ещё одна его усадьба располагалась в Станьково под Койдановым-Дзержинском), и впоследствии его детей.
Во время Второй мировой войны здесь располагался загородный дом гауляйтера Беларуси Вильгельма Кубе. После же её окончания дворцу в Прилуках в некоторой степени повезло.
Тут решили разместить НИИ охраны растений, который с тех пор и поддерживает здание и окружающие его постройки в более-менее пристойном состоянии.
В 1926 году здесь режиссёру Таричу позволили снять «первый белорусский национальный фильм» «Лесная быль».
В фильме снялись и сыграли самих себя руководители БССР Адамович, Кнорин и Червяков, которые в годы гражданской войны возглавляли штаб партизанского движения.
Решением Минского районного Совета депутатов от 17 февраля 2011 года № 103 деревня Прилуки преобразована в агрогородок.

## Легенды

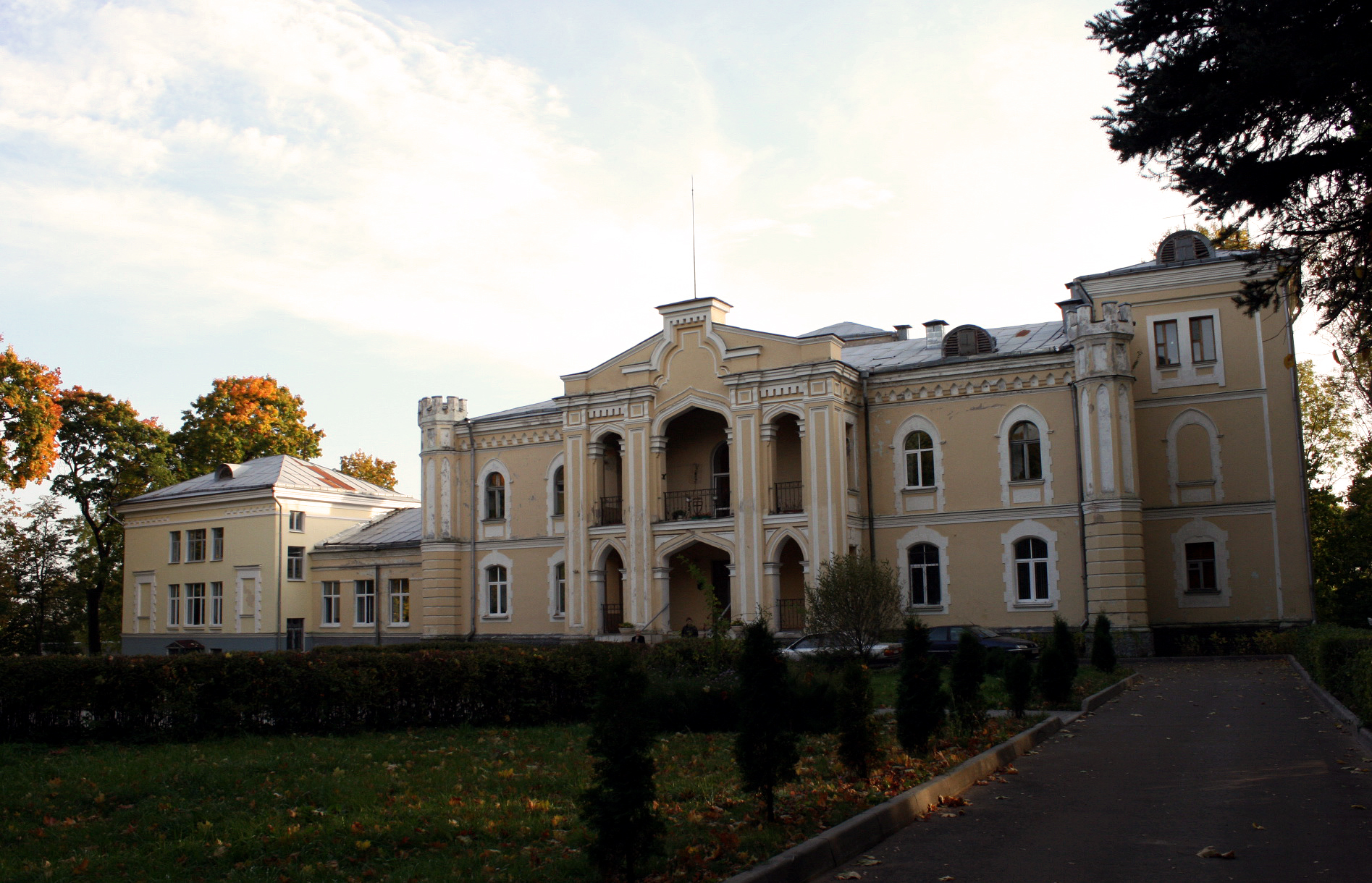
Усадьба Гуттен-Чапских

Кроме Огинских, в имении жили и представители разных известных фамилий: Ивановские и Вишневецкие.
С Вишневецкими связан самый мистический период в жизни Прилук и дворца.
По легенде последний из этого рода Вишневецких — Томаш коллекционировал мумии своих врагов и выставлял забальзамированные трупы в стеклянных гробах на всеобщее обозрение.
Это, может, и сочинили крестьяне, чтобы выставить своенравного пана Томаша ещё более жестоким, тем не менее, при Томаше Вишневецком около усадьбы появилась неизвестная могила.
И рядом с ней часто видели призрак пани Сесилии, посмевшей изменить мужу и потом пропавшей.
Не сиделось на том свете и Фердинанту Вишневецкому, который частенько покидал фамильный склеп, и если двери дворца не были заперты, проникал внутрь и ходил по галереям и коридорам, что скрипели половицы и слышался стук болтающейся сабли.
Что касается романтического рассказа «Прилуки» белорусского писателя Каруся Каганца (Казимера Костровицкого, который бывал в Прилуках, проезжая их на пути из Койдановщины в Минск), то оно не имеет в себе исторической правды и не может служить обоснованием происхождения самого названия Прилуки. Романтик конца XIX в., К. Каганец пишет о боярском дворе знатного боярина Ярослава на горе на острове посреди Птича-реки, о его жене Любляне, из-за которой придумали мужчины «стреляться из луков, став каждый на своей горе через речку. И за третьими выстрелами покатились. То место с тех пор Прилуками стало называться». Вымышленное представление о таком происхождении Прилуков опиралось на некоторые реальные особенности местности. Действительно, в 1635 г. в Прилуках существовали две горы, на которых были сооружены церкви: на Германовской горе церковь под названием Вознесения Богоматери, а на Святотроецкой горе — церковь Святой Троицы, при которой возник монастырь, позже переделанный во дворец.

## Население
| Год  | Численность | Численность |
| ---- | ----------- | ----------- |
| 1897 | 50          |             |
| 1999 | 1431        |             |
| 2009 | 1514        | [ 4 ]       |
| 2018 | 4960        |             |
| 2020 | 6193        |             |

## Транспорт
Автобусы 311, 413, 379, 339 с АС Юго-Западная. Автобус 429 с ДС Дружная. Маршрутное такси 1131 с АВ Центральный, 1545 со ст. м. Петровщина.

## Культура
- Дом культуры
- Музей ГУО «Прилукская средняя школа»

## Достопримечательности
- Дворцово-парковый ансамбль Чапских[5] (XIX в): дворец, здание бывшего амбара, здание бывшего флигеля, здание бывшей каретной, здание бывшей винокурни, здание бывшего флигеля, парк —  Историко-культурная ценность Республики Беларусь, шифр 612Г000370
- Хозяйственный двор (> 1875) (конюшня, амбар-ледовня, дом управляющего, бровар)
- Церковь Рождества Пресвятой Богородицы (1865) —  Историко-культурная ценность Республики Беларусь, шифр 613Г000371
- Братская могила советских войнов и партизан.

## Галерея

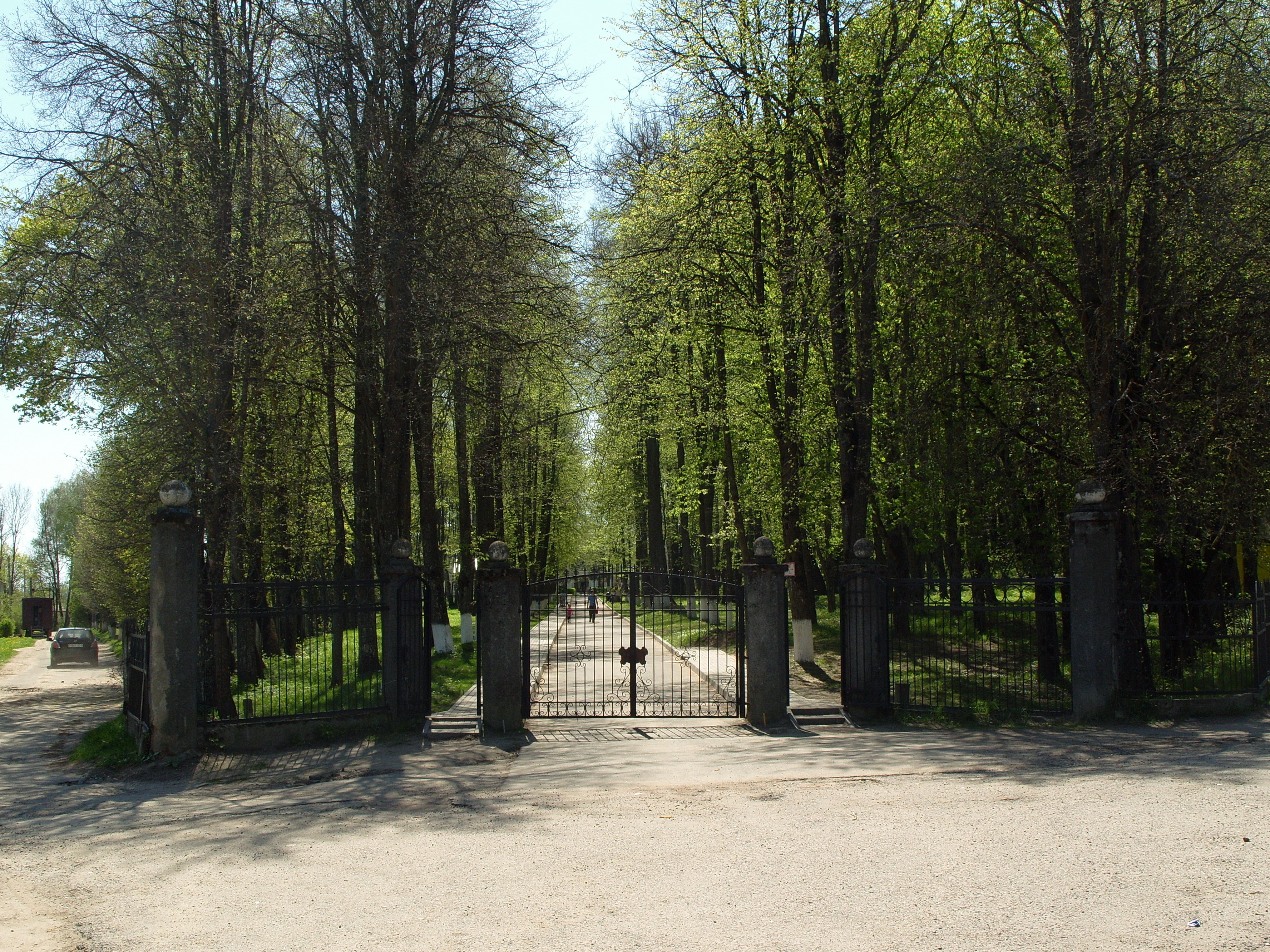
Въездные ворота в дворцовый комплекс
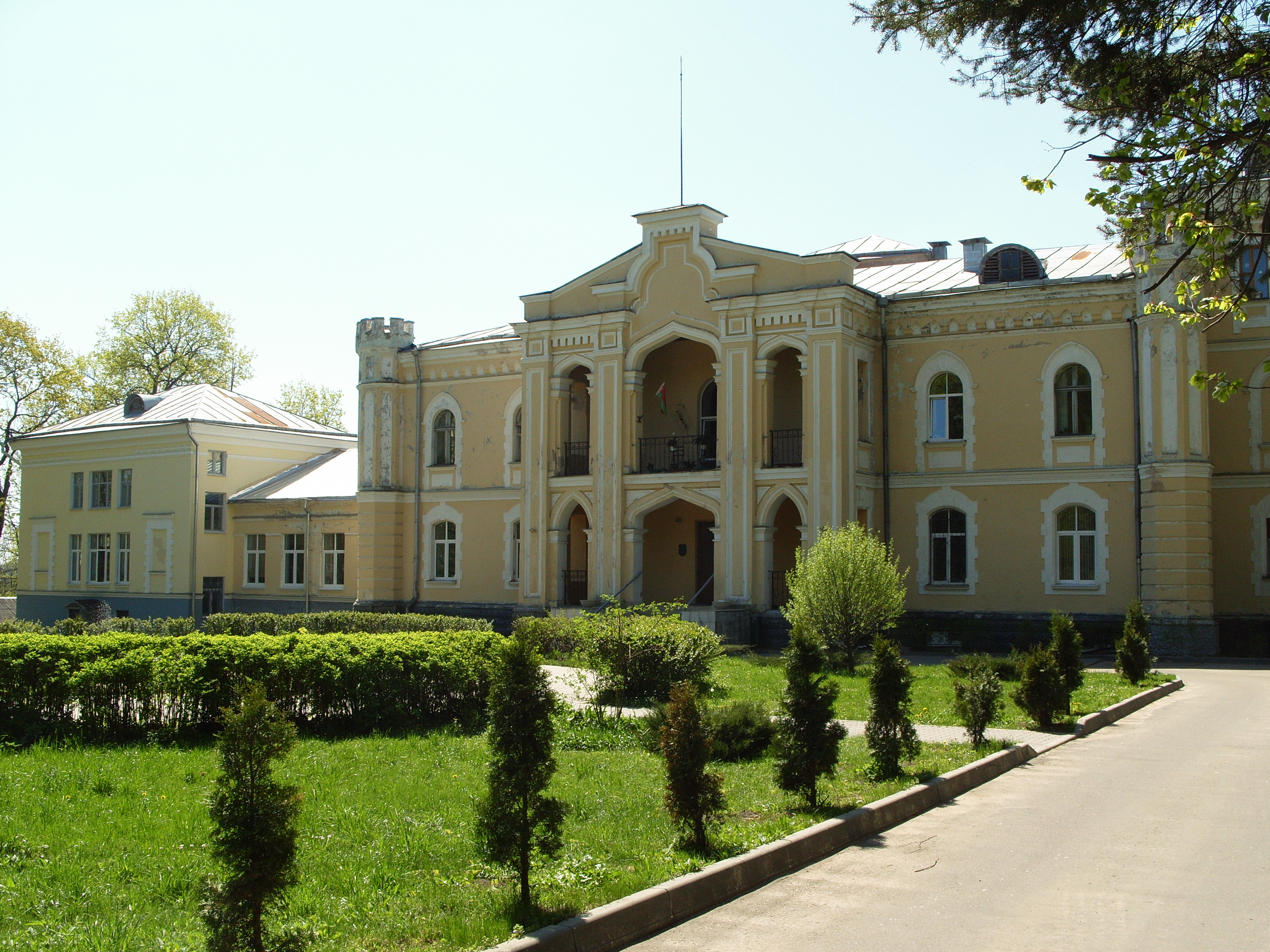
Дворец Чапских
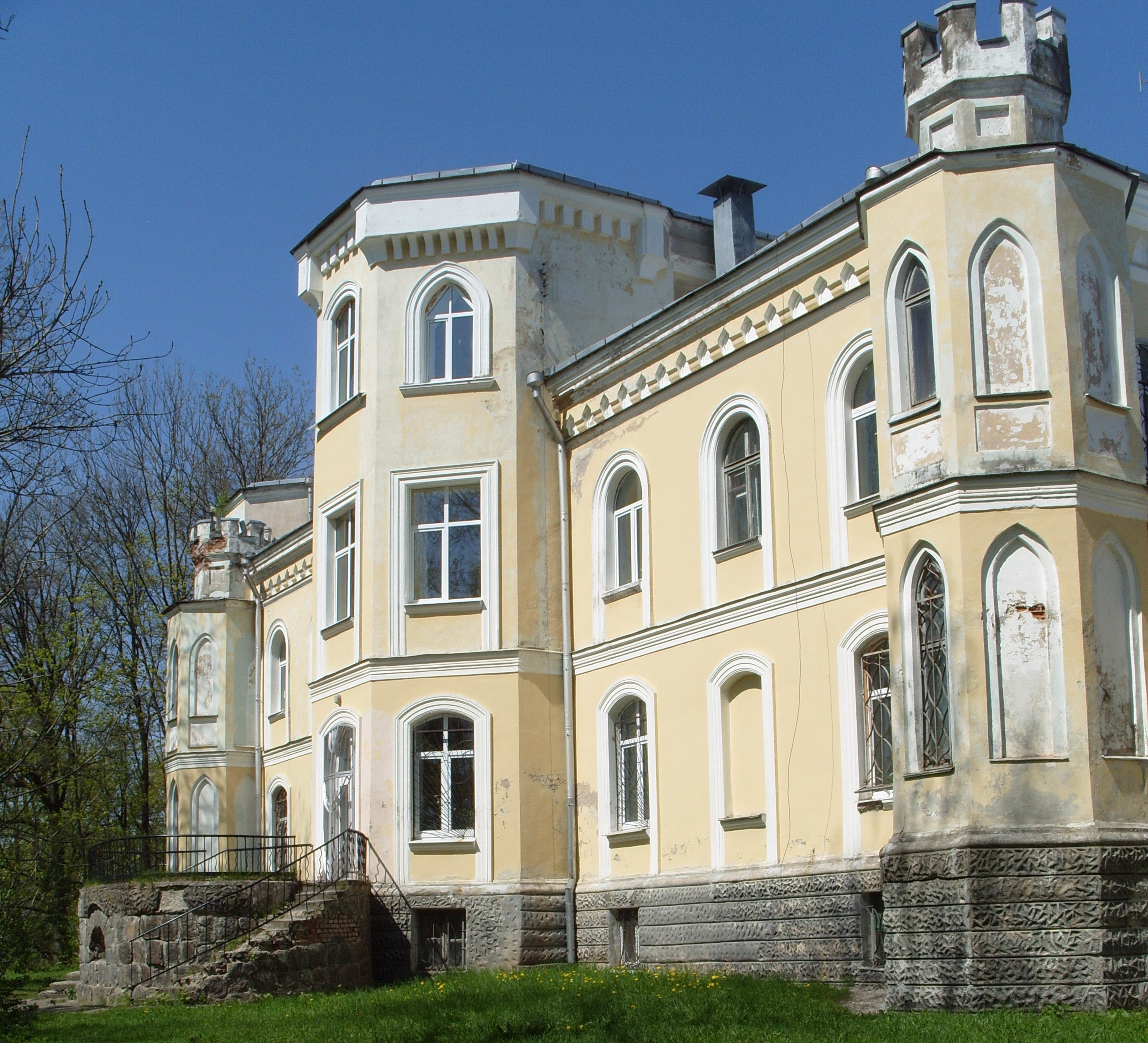
Дворец Чапских
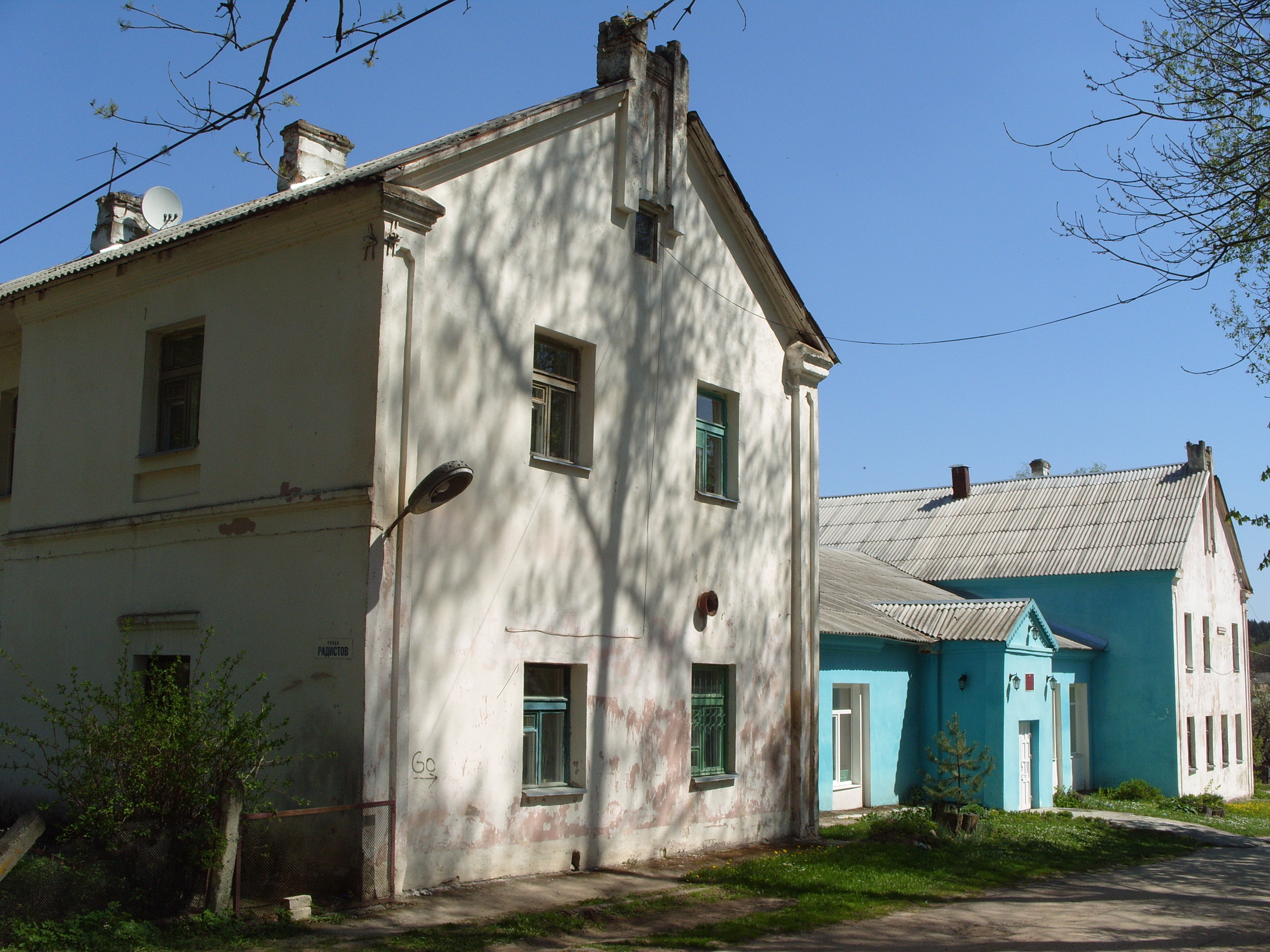
Бывшая каретная
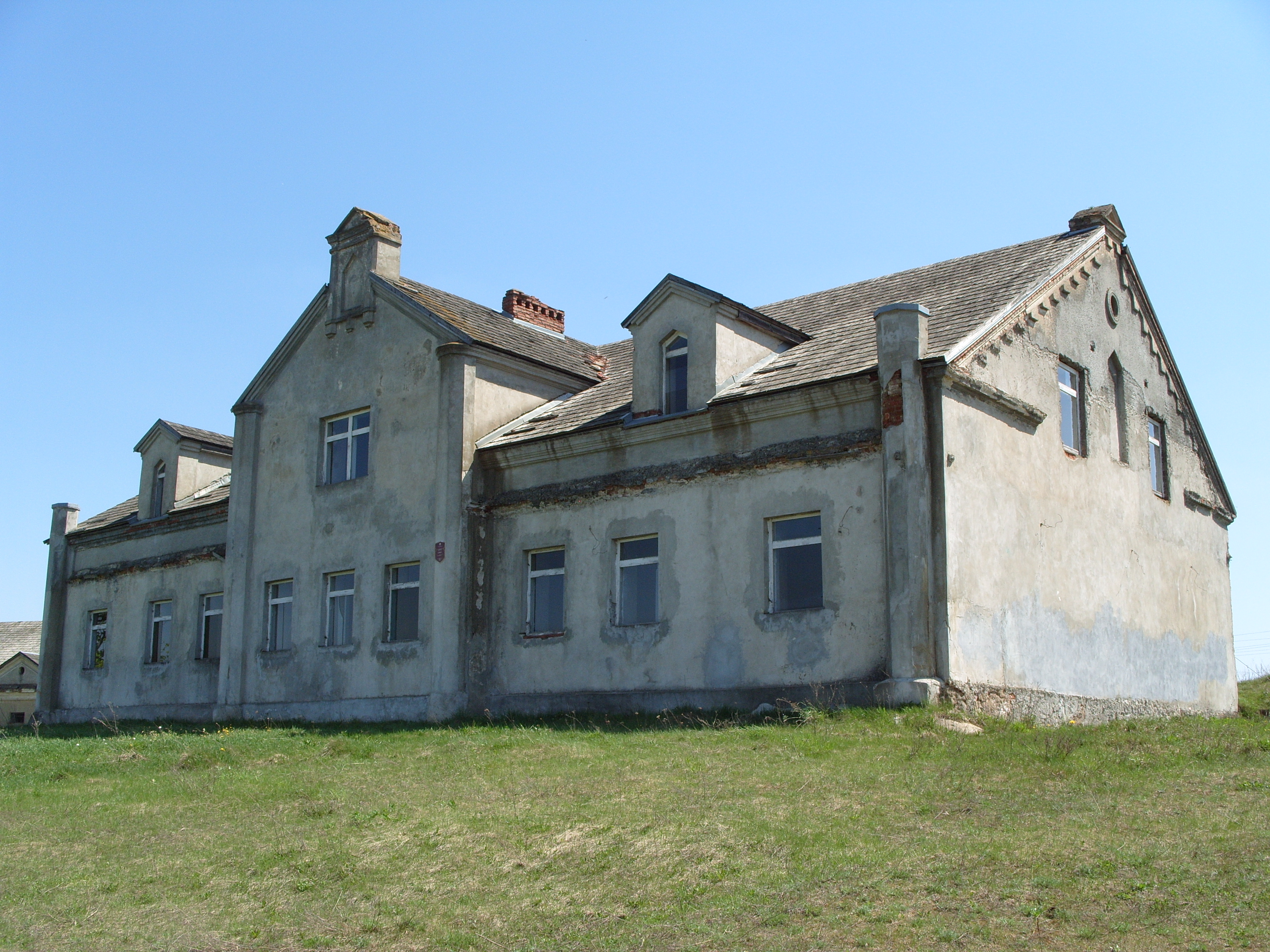
Дом для рабочих
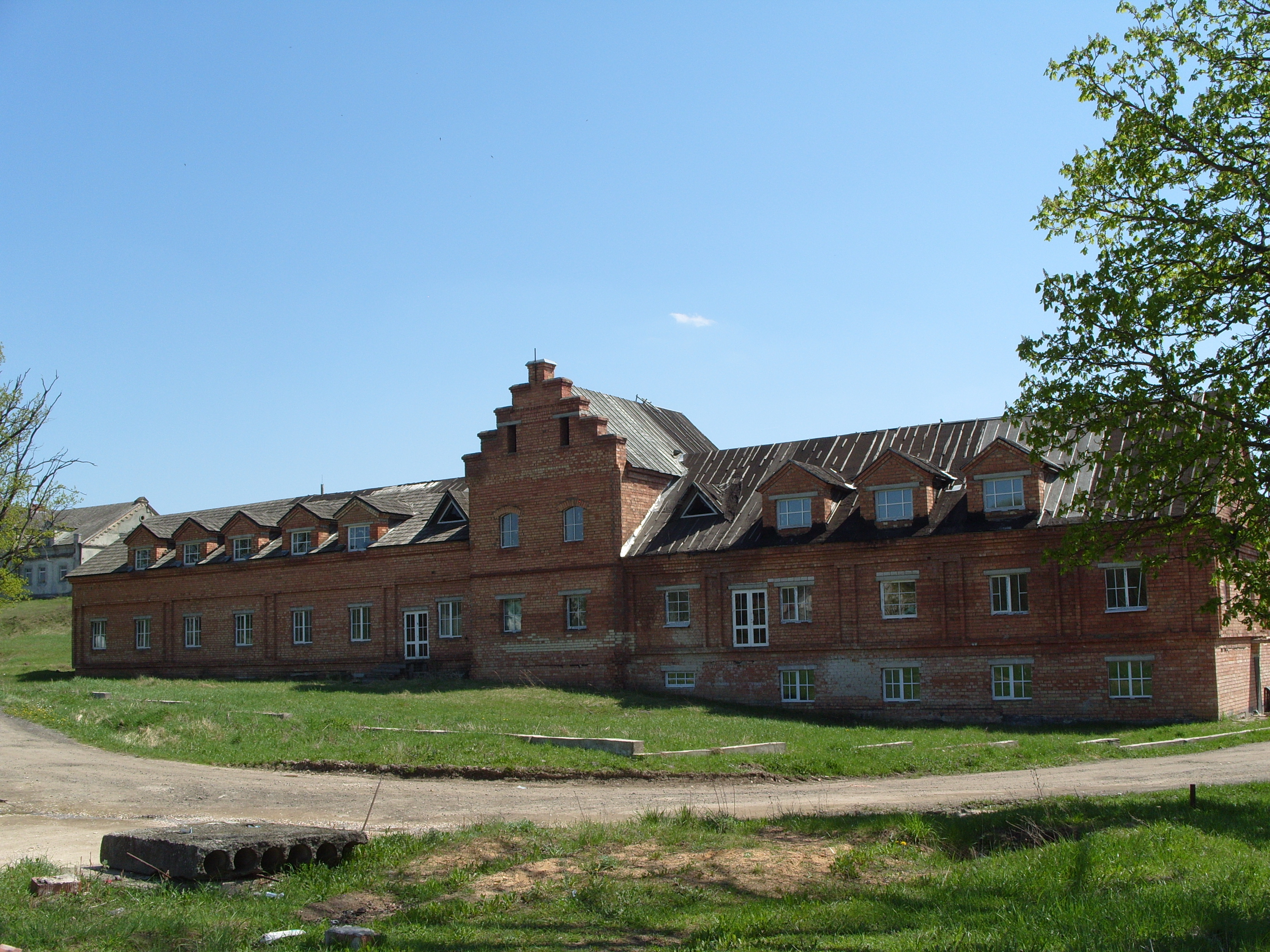
Бровар